# Instituto de Geociências Aplicadas de Minas Gerais
O Instituto de Geociências Aplicadas (IGA) foi uma autarquia do Governo do Estado de Minas Gerais. Tinha por finalidade coordenar e executar pesquisas e trabalhos técnico-científicos nas áreas de geografia, cartografia e geologia, excetuados os de mapeamento básico para fins de geologia econômica da Secretaria de Estado de Ciência e Tecnologia. 

## História
Em 1992, através da lei 10.827, as competências e atividades das Diretorias de Geografia, Cartografia e Geologia, excetuadas as de mapeamento básico para fins de geologia econômica da Secretaria de Estado de Ciência, Tecnologia e Meio Ambiente ficaram transferidas ao Centro Tecnológico de Minas Gerais (CETEC). E foram criados na estrutura orgânica da CETEC, o Instituto de Geociências Aplicadas e, a este subordinadas, a Diretoria de Geografia, a Diretoria Cartográfica e a Diretoria de Geologia. 
O IGA foi desmembrado do CETEC em 1997, se tornando uma nova autarquia independente. Mantendo as mesmas funções de:
- executar o mapeamento sistemático do Estado, inclusive mediante convênio com órgão e entidade federal, estadual e municipal;
- elaborar, avaliar e publicar, periodicamente, mapas básicos e temáticos de interesse do Estado;
- realizar levantamentos por triângulo e caminhamento, adotando processos geodésicos, topográficos e métodos aerofotogramétricos em escalas convenientes, consultados os interesses do Estado e dos municípios;
- interpretar e demarcar linhas de limites intermunicipais e interdistritais;
- realizar reconhecimentos, levantamentos e demarcações de linhas interestaduais;
- participar de trabalhos das comissões encarregadas da divisão administrativa do Estado;
- efetuar, periodicamente, cálculos de altitudes, coordenadas e áreas de municípios e distritos, para atualização da estatística territorial, de acordo com as normas da Fundação Instituto Brasileiro de Geografia e Estatística - IBGE;
- realizar pesquisas de campo e de gabinete, no âmbito da geografia, da geologia e da cartografia;
- realizar pesquisas e trabalhos de geografia e geologia aplicadas, cartografia, geodésia e regionalização, no interesse da administração pública estadual;
- promover o intercâmbio com organizações técnicas e universitárias, com o objetivo de integrar as pesquisas pura e aplicada;
- desenvolver pesquisas e trabalhos, por meio de sensoriamento remoto, geoprocessamento e outras técnicas, na área das geociências;
- publicar e divulgar pesquisas e trabalhos realizados na sua área de atuação, com o objetivo de promover a interação das pesquisas pura e aplicada;
- celebrar convênios, acordos ou contratos com órgãos ou entidades públicos ou privados, nacionais ou estrangeiros, de modo a obter recursos para as atividades regulares ou especiais;
- promover o aperfeiçoamento das técnicas de trabalho, com vistas à sua melhoria qualitativa e quantitativa.

Com a reforma administrativa anunciada no fim de julho de 2013 pelo governador de Minas Gerais, Antonio Anastasia, o Instituto de Geociências Aplicadas (IGA) incorporou a Fundação Centro Tecnológico de Minas Gerais (Cetec), e juntas as duas instituições passaram a se chamar Instituto de Geoinformação e Tecnologia (IGTec). A fusão foi oficializada com a publicação da lei número 21.081, ocorrida no dia 27 de dezembro. Para a direção geral do novo instituto foi nomeada a ex-dirigente do IGA, Cláudia Werneck.
Em 2016, o Governador Fernando Pimentel enviou à Assembleia Legislativa uma proposta de reforma administrativa com o intuito de economizar R$ 1 bilhão ao ano, para isso seriam extintas a Secretaria de Desenvolvimento Econômico e outras seis unidades da administração estadual, dentre elas o IGTec.
O Instituto foi oficialmente extinto em setembro de 2016, ficando suas competências incorporadas pela Fundação João Pinheiro e pela Secretaria de Estado de Desenvolvimento Econômico, Ciência, Tecnologia e Ensino Superior (Sedectes).